# Майдан (Вижницкая городская община)
Майдан (укр. Майдан) — село в Вижницкой городской общине Вижницкого района Черновицкой области Украины.
Население по переписи 2001 года составляло 212 человека. Почтовый индекс — 59230. Телефонный код — 3730. Код КОАТУУ — 7320584005.